# Communauté de communes du Bocage Carrougien
La communauté de communes du Bocage carrougien est une ancienne communauté de communes française, située dans le département de l'Orne et la région Normandie.

## Histoire
La communauté de communes du Pays fertois est créée par arrêté préfectoral du 27 décembre 1996.
Le 31 décembre 2012, les communes de Ciral, Longuenoë, Saint-Didier-sous-Écouves et Saint-Ellier-les-Bois la quittent pour rejoindre la communauté urbaine d'Alençon.
La communauté de communes est dissoute au 31 décembre 2016 et fusionne avec la communauté de communes du Pays fertois pour former la communauté de communes du Pays fertois et du Bocage carrougien.

## Composition
Cette communauté de communes était composée des onze communes suivantes, toutes de l'ancien canton de Carrouges, intégrées en 2015 au canton de Magny-le-Désert :
| Nom                            | Code Insee | Gentilé            | Superficie (km2) | Population (dernière pop. légale) | Densité (hab./km2) |
| ------------------------------ | ---------- | ------------------ | ---------------- | --------------------------------- | ------------------ |
| Carrouges (siège)              | 61074      | Carrougiens        | 8,58             | 695 (2014)                        | 81                 |
| Chahains                       | 61080      | Séchehains         | 7,65             | 95 (2014)                         | 12                 |
| Le Champ-de-la-Pierre          | 61085      |                    | 4,05             | 43 (2014)                         | 11                 |
| La Lande-de-Goult              | 61216      | Landons            | 28,57            | 188 (2014)                        | 6,6                |
| Le Ménil-Scelleur              | 61271      |                    | 5,37             | 100 (2014)                        | 19                 |
| Rouperroux                     | 61357      | Rouperrouxiens     | 9,78             | 163 (2014)                        | 17                 |
| Sainte-Marguerite-de-Carrouges | 61419      |                    | 8,69             | 227 (2014)                        | 26                 |
| Sainte-Marie-la-Robert         | 61420      |                    | 5,45             | 81 (2014)                         | 15                 |
| Saint-Martin-des-Landes        | 61424      | Saint-Martinois    | 11,19            | 208 (2014)                        | 19                 |
| Saint-Martin-l'Aiguillon       | 61427      |                    | 14,61            | 201 (2014)                        | 14                 |
| Saint-Sauveur-de-Carrouges     | 61453      | Saint-Salvatoriens | 11,42            | 247 (2014)                        | 22                 |

## Administration
| Période       | Période       | Identité               | Étiquette | Qualité                                 |
| ------------- | ------------- | ---------------------- | --------- | --------------------------------------- |
| février 1997  | avril 2001    | Hubert d'Andigné       | RPR       | Maire du Champ-de-la-Pierre             |
| avril 2001    | décembre 2005 | Eugène-Loïc Ermessent  | DvD       | Maire de Carrouges                      |
| décembre 2005 | avril 2014    | Yves Tréton            |           | Maire de Sainte-Marguerite-de-Carrouges |
| avril 2014    | décembre 2016 | Françoise Reig-Hamelin |           | Maire de Chahains                       |